# Municipio de Lendava
El municipio de Lendava (esloveno: Občina Lendava; húngaro: Lendva község) es un municipio de Eslovenia, situado en el extremo oriental del país. Su capital es la localidad de Lendava. Pertenece a la región estadística del Mura y a la región histórica de Transmurania. Su término municipal es fronterizo con Hungría y Croacia.
En 2019, el municipio tenía una población de 10 411 habitantes.
El municipio era hasta 1994, junto con el municipio-ciudad de Murska Sobota, uno de los dos únicos municipios de la región histórica de Transmurania. En 1994 se separaron de Lendava los municipios de Črenšovci (que hasta 1998 incluía también el actual Velika Polana), Turnišče, Kobilje y Odranci y en 1998 el de Dobrovnik. Una de las causas de esta reorganización fue delimitar los territorios de la minoría magiar de Transmurania: el actual municipio de Lendava es uno de los tres municipios eslovenos donde el húngaro es cooficial, junto con el municipio de Dobrovnik y el municipio de Hodoš.

## Localidades
El municipio comprende los pueblos de Banuta, Benica, Brezovec, Dolga Vas, Dolgovaške Gorice, Dolina pri Lendavi, Dolnji Lakoš, Čentiba, Gaberje, Genterovci, Gornji Lakoš, Hotiza, Kamovci, Kapca, Kot, Lendava (la capital), Lendavske Gorice, Mostje, Petišovci, Pince, Pince-Marof, Radmožanci y Trimlini.